# Max Krehan
Max Krehan (geboren 11. Juli 1875 in Dornburg; gestorben 16. Oktober 1925 ebenda) war ein deutscher Keramiker.

## Werdegang
Im Alter von 14 Jahren begann Max Krehan eine Lehre als Töpfer im Familienbetrieb in Dornburg. Nach der Gesellenprüfung im Jahre 1890 ging er für mehrere Jahre auf Wanderschaft. Im Jahre 1900 legte er die Meisterprüfung ab und führte, gemeinsam mit seinem Bruder Karl, den Familienbetrieb weiter, der zu der Zeit zu den letzten Töpferwerkstätten Thüringens zählte.

## Bauhaus Dornburg
Im März 1920 hatte die Ofenfabrik dem Bauhaus den vermieteten Raum aufgekündigt, so dass neue Räumlichkeiten benötigt wurden. Am 9. März wies der Maler Friedrich Blau Gropius in einem Brief darauf hin, dass sich in Dornburg die Töpferei Krehan in einer wirtschaftlichen Notlage befand. Diese so berichtete er, würden ausgezeichnete handwerkliche Produkte herstellen. Das traditionsreiche Unternehmen bestand schon seit 1802 in Domburg. Im September 1920 wurde Max Krehan als Werkmeister am Staatlichen Bauhaus eingestellt. Er lehnte einen Umzug der Werkstatt nach Weimar ab, so dass die Keramische Werkstatt am Bauhaus nach Dornburg verlegt wurde. Ganz in der Nähe der Töpferei gab es ein leerstehendes Gebäude den großherzoglichen Marstall. Dieser wurde für den neuen Standort der Bauhauswerkstatt auserkoren. Während des Umbaus fand die Ausbildung zunächst direkt in der Töpferei Krehan statt. Diese hatte bisher bleiglasierte Irdenwaren und salzglasiertes Steinzeug überwiegend für den Bedarf der Landbevölkerung hergestellt. Zusammen mit Gerhard Marcks leitete er die Werkstatt, zu deren Lehrlingen Else Mögelin, Marguerite Friedlaender, Theodor Bogler und Otto Lindig gehörten.